# Виллат (коммуна)
Вилла́т (фр. Villate, окс. Vilata) — коммуна во Франции, находится в регионе Юг — Пиренеи. Департамент — Верхняя Гаронна. Входит в состав кантона Порте-сюр-Гарон. Округ коммуны — Мюре.
Код INSEE коммуны — 31580.

## География

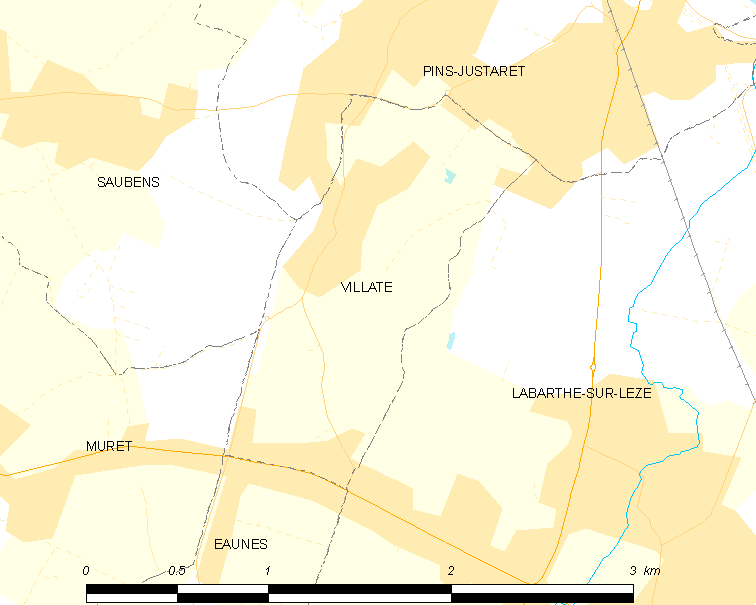
Карта коммуны

Коммуна расположена приблизительно в 610 км к югу от Парижа, в 16 км к югу от Тулузы.

## Климат
Климат умеренно-океанический. Зима мягкая и снежная, весна характеризуется сильными дождями и грозами, лето сухое и жаркое, осень солнечная. Преобладают сильные юго-восточные и северо-западные ветры.

## Население
Население коммуны на 2010 год составляло 801 человек.
| 1962 | 1968 | 1975 | 1982 | 1990 | 1999 | 2010 |
| ---- | ---- | ---- | ---- | ---- | ---- | ---- |
| 126  | 179  | 386  | 515  | 556  | 588  | 801  |

## Администрация
| Период | Период | Фамилия       | Партия | Примечания |
| ------ | ------ | ------------- | ------ | ---------- |
| ?      | 1971   | Жюльен Морет  |        |            |
| 1971   | 1983   | Леон Карль    |        |            |
| 1983   | 1995   | Роже Аман     |        |            |
| 1995   | 2020   | Жан-Клод Гаро |        |            |

## Экономика
В 2010 году среди 525 человек трудоспособного возраста (15—64 лет) 394 были экономически активными, 131 — неактивными (показатель активности — 75,0 %, в 1999 году было 67,6 %). Из 394 активных жителей работали 367 человек (191 мужчина и 176 женщин), безработных было 27 (16 мужчин и 11 женщин). Среди 131 неактивных 67 человек были учениками или студентами, 29 — пенсионерами, 35 были неактивными по другим причинам.

## Фотогалерея

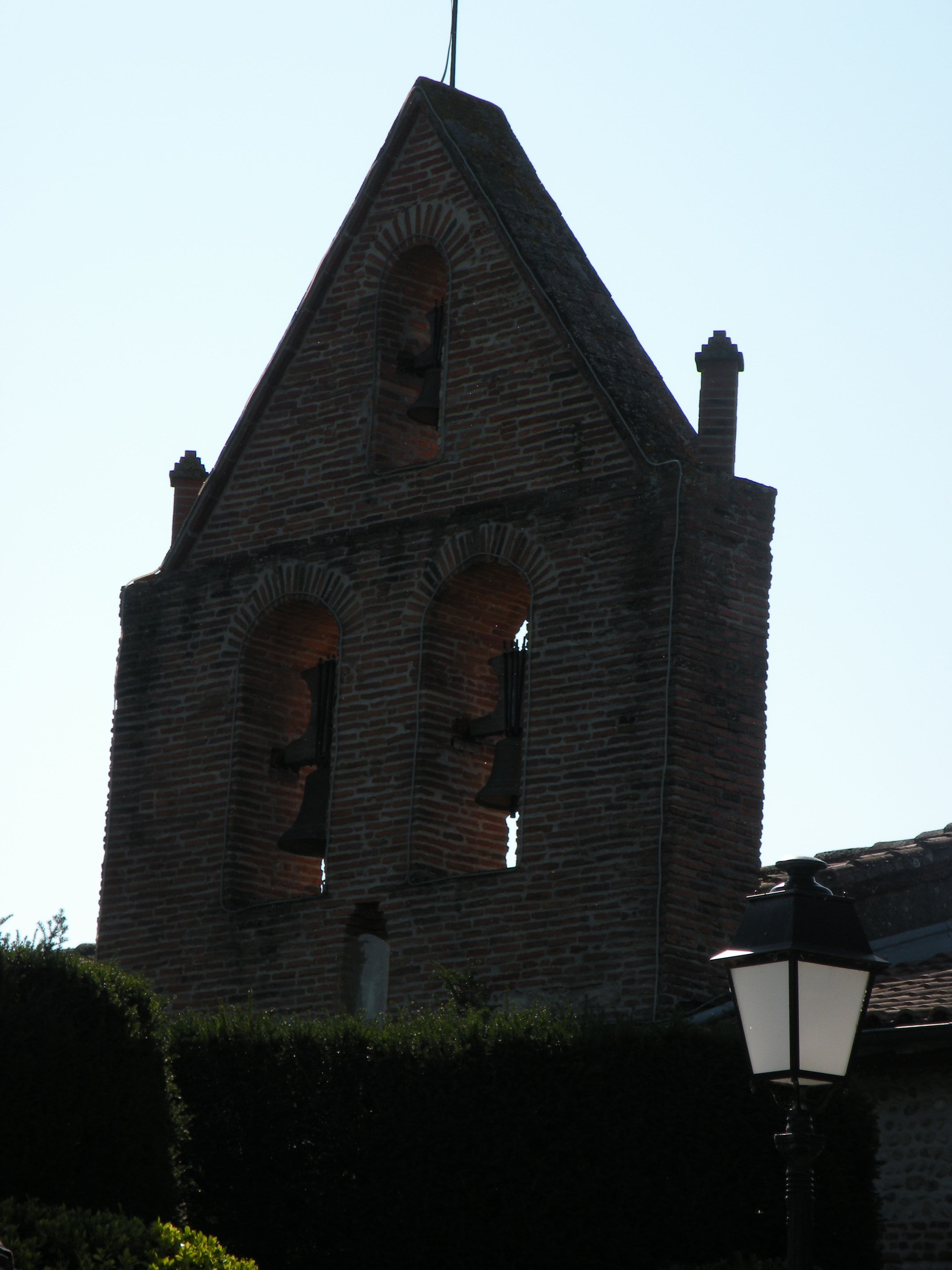
Колокольня церкви
Панорама центральной площади